# كولمينار دي أوريجا
كولمينار دي أوريجا (بالإنجليزية: Colmenar de Oreja)‏ هي بلدية ومدينة في منطقة الحكم الذاتي وتقع في منطقة مدريد في وسط إسبانيا. تبلغ مساحة هذه المدينة 126.3 (كم²)، ويبلغ عدد سكانها 8397 نسمة حسب إحصاء سنة 2010 م.

## أعلام
- فرنسيسكو لوبيز

## وصلات خارجية
- الموقع الرسمي